# 2.ª etapa del Giro de Italia 2022
La 2.ª etapa del Giro de Italia 2022 tuvo lugar el 7 de mayo de 2022 en Hungría y consistió en una contrarreloj individual con inicio y final en la ciudad de Budapest sobre un recorrido de 9,2 km. Esta fue ganada por el británico Simon Yates del equipo BikeExchange-Jayco, mientras que el neerlandés Mathieu van der Poel consiguió mantener el liderato.

## Clasificación de la etapa
| Budapest - Budapest | contrarreloj individual | (9,2 km) |

| \| Clasificación de la etapa \| Clasificación de la etapa \| Clasificación de la etapa \| Clasificación de la etapa \| Clasificación de la etapa \| \| Ciclista \| Ciclista \| Equipo \| Tiempo \| \| \| ------------------------- \| ------------------------- \| ------------------------- \| ------------------------- \| ------------------------- \| \| 1.º \| Simon Yates \| BikeExchange-Jayco \| 11 min 50 s \| \| \| 2.º \| Mathieu van der Poel \| Alpecin-Fenix \| + 3 s \| \| \| 3.º \| Tom Dumoulin \| Jumbo-Visma \| + 5 s \| \| \| 4.º \| Matteo Sobrero \| BikeExchange-Jayco \| + 13 s \| \| \| 5.º \| Ben Tulett \| Ineos Grenadiers \| + 13 s \| \| \| 6.º \| Tobias Foss \| Jumbo-Visma \| + 17 s \| \| \| 7.º \| Wilco Kelderman \| Bora-Hansgrohe \| + 17 s \| \| \| 8.º \| Lennard Kämna \| Bora-Hansgrohe \| + 17 s \| \| \| 9.º \| Mauro Schmid \| Quick-Step Alpha Vinyl \| + 18 s \| \| \| 10.º \| Thymen Arensman \| Team DSM \| + 18 s \| \| |                      |                        |             |
| |                      |                        |             |
| Fuente: ProCyclingStats |                      |                        |             |
| Clasificación de la etapa |                      |                        |             |
| Ciclista | Ciclista             | Equipo                 | Tiempo      |
| 1.º | Simon Yates          | BikeExchange-Jayco     | 11 min 50 s |
| 2.º | Mathieu van der Poel | Alpecin-Fenix          | + 3 s       |
| 3.º | Tom Dumoulin         | Jumbo-Visma            | + 5 s       |
| 4.º | Matteo Sobrero       | BikeExchange-Jayco     | + 13 s      |
| 5.º | Ben Tulett           | Ineos Grenadiers       | + 13 s      |
| 6.º | Tobias Foss          | Jumbo-Visma            | + 17 s      |
| 7.º | Wilco Kelderman      | Bora-Hansgrohe         | + 17 s      |
| 8.º | Lennard Kämna        | Bora-Hansgrohe         | + 17 s      |
| 9.º | Mauro Schmid         | Quick-Step Alpha Vinyl | + 18 s      |
| 10.º | Thymen Arensman      | Team DSM               | + 18 s      |

## Clasificaciones al final de la etapa

### Clasificación general(Maglia Rosa)
| \| Clasificación general \| Clasificación general \| Clasificación general \| Clasificación general \| Clasificación general \| \| Ciclista \| Ciclista \| Equipo \| Tiempo \| \| \| --------------------- \| --------------------- \| ---------------------- \| --------------------- \| --------------------- \| \| 1.º \| Mathieu van der Poel \| Alpecin-Fenix \| 4 h 47 min 11 s \| \| \| 2.º \| Simon Yates \| BikeExchange-Jayco \| + 11 s \| \| \| 3.º \| Tom Dumoulin \| Jumbo-Visma \| + 16 s \| \| \| 4.º \| Matteo Sobrero \| BikeExchange-Jayco \| + 24 s \| \| \| 5.º \| Wilco Kelderman \| Bora-Hansgrohe \| + 24 s \| \| \| 6.º \| Ben Tulett \| Ineos Grenadiers \| + 24 s \| \| \| 7.º \| Tobias Foss \| Jumbo-Visma \| + 28 s \| \| \| 8.º \| Bauke Mollema \| Trek-Segafredo \| + 28 s \| \| \| 9.º \| Pello Bilbao \| Bahrain Victorious \| + 29 s \| \| \| 10.º \| Mauro Schmid \| Quick-Step Alpha Vinyl \| + 29 s \| \| |                      |                        |                 |
| |                      |                        |                 |
| Fuente: ProCyclingStats |                      |                        |                 |
| Clasificación general |                      |                        |                 |
| Ciclista | Ciclista             | Equipo                 | Tiempo          |
| 1.º | Mathieu van der Poel | Alpecin-Fenix          | 4 h 47 min 11 s |
| 2.º | Simon Yates          | BikeExchange-Jayco     | + 11 s          |
| 3.º | Tom Dumoulin         | Jumbo-Visma            | + 16 s          |
| 4.º | Matteo Sobrero       | BikeExchange-Jayco     | + 24 s          |
| 5.º | Wilco Kelderman      | Bora-Hansgrohe         | + 24 s          |
| 6.º | Ben Tulett           | Ineos Grenadiers       | + 24 s          |
| 7.º | Tobias Foss          | Jumbo-Visma            | + 28 s          |
| 8.º | Bauke Mollema        | Trek-Segafredo         | + 28 s          |
| 9.º | Pello Bilbao         | Bahrain Victorious     | + 29 s          |
| 10.º | Mauro Schmid         | Quick-Step Alpha Vinyl | + 29 s          |

### Clasificación por puntos(Maglia Ciclamino)
| Clasificación por puntos | Clasificación por puntos | Clasificación por puntos           | Clasificación por puntos | Clasificación por puntos |
| Ciclista                 | Ciclista                 | Equipo                             | Puntos                   |                          |
| ------------------------ | ------------------------ | ---------------------------------- | ------------------------ | ------------------------ |
| 1.º                      | Mathieu van der Poel     | Alpecin-Fenix                      | 62 pts                   |                          |
| 2.º                      | Biniam Girmay            | Intermarché-Wanty-Gobert Matériaux | 35 pts                   |                          |
| 3.º                      | Pello Bilbao             | Bahrain Victorious                 | 25 pts                   |                          |
| 4.º                      | Wilco Kelderman          | Bora-Hansgrohe                     | 18 pts                   |                          |
| 5.º                      | Magnus Cort              | EF Education-EasyPost              | 18 pts                   |                          |
| 6.º                      | Simon Yates              | BikeExchange-Jayco                 | 15 pts                   |                          |
| 7.º                      | Filippo Tagliani         | Drone Hopper-Androni Giocattoli    | 12 pts                   |                          |
| 8.º                      | Richard Carapaz          | Ineos Grenadiers                   | 12 pts                   |                          |
| 9.º                      | Bauke Mollema            | Trek-Segafredo                     | 10 pts                   |                          |
| 10.º                     | Tom Dumoulin             | Jumbo-Visma                        | 9 pts                    |                          |

### Clasificación de la montaña(Maglia Azzurra)
| Clasificación de la montaña | Clasificación de la montaña | Clasificación de la montaña        | Clasificación de la montaña | Clasificación de la montaña |
| Ciclista                    | Ciclista                    | Equipo                             | Puntos                      |                             |
| --------------------------- | --------------------------- | ---------------------------------- | --------------------------- | --------------------------- |
| 1.º                         | Mathieu van der Poel        | Alpecin-Fenix                      | 3 pts                       |                             |
| 2.º                         | Rick Zabel                  | Israel-Premier Tech                | 3 pts                       |                             |
| 3.º                         | Biniam Girmay               | Intermarché-Wanty-Gobert Matériaux | 2 pts                       |                             |
| 4.º                         | Pascal Eenkhoorn            | Jumbo-Visma                        | 2 pts                       |                             |
| 5.º                         | Simon Yates                 | BikeExchange-Jayco                 | 1 pt                        |                             |
| 6.º                         | Pello Bilbao                | Bahrain Victorious                 | 1 pt                        |                             |

### Clasificación de los jóvenes(Maglia Bianca)
| Clasificación del mejor joven | Clasificación del mejor joven | Clasificación del mejor joven      | Clasificación del mejor joven | Clasificación del mejor joven |
| Ciclista                      | Ciclista                      | Equipo                             | Tiempo                        |                               |
| ----------------------------- | ----------------------------- | ---------------------------------- | ----------------------------- | ----------------------------- |
| 1.º                           | Matteo Sobrero                | BikeExchange-Jayco                 | 4 h 47 min 35 s               |                               |
| 2.º                           | Ben Tulett                    | Ineos Grenadiers                   | + 0 s                         |                               |
| 3.º                           | Tobias Foss                   | Jumbo-Visma                        | + 4 s                         |                               |
| 4.º                           | Mauro Schmid                  | Quick-Step Alpha Vinyl             | + 5 s                         |                               |
| 5.º                           | João Almeida                  | UAE Team Emirates                  | + 5 s                         |                               |
| 6.º                           | Mattias Skjelmose             | Trek-Segafredo                     | + 16 s                        |                               |
| 7.º                           | Biniam Girmay                 | Intermarché-Wanty-Gobert Matériaux | + 19 s                        |                               |
| 8.º                           | Mauri Vansevenant             | Quick-Step Alpha Vinyl             | + 19 s                        |                               |
| 9.º                           | Thymen Arensman               | Team DSM                           | + 20 s                        |                               |
| 10.º                          | Santiago Buitrago             | Bahrain Victorious                 | + 23 s                        |                               |

### Clasificación por equipos"Súper team"
| Clasificación por equipos | Clasificación por equipos | Clasificación por equipos | Clasificación por equipos |
| Equipo                    | Equipo                    | Tiempo                    |                           |
| ------------------------- | ------------------------- | ------------------------- | ------------------------- |
| 1.º                       | Jumbo-Visma               | 14 h 22 min 48 s          |                           |
| 2.º                       | Ineos Grenadiers          | + 11 s                    |                           |
| 3.º                       | BikeExchange-Jayco        | + 16 s                    |                           |
| 4.º                       | Bora-Hansgrohe            | + 22 s                    |                           |
| 5.º                       | Astana Qazaqstan Team     | + 43 s                    |                           |
| 6.º                       | UAE Team Emirates         | + 45 s                    |                           |
| 7.º                       | Trek-Segafredo            | + 45 s                    |                           |
| 8.º                       | Bahrain Victorious        | + 48 s                    |                           |
| 9.º                       | Quick-Step Alpha Vinyl    | + 1 min 01 s              |                           |
| 10.º                      | EF Education-EasyPost     | + 1 min 24 s              |                           |

## Abandonos
Ninguno.